# De Petersen

Wappen see De Petersen

Das Geschlecht der Reichsbarone De Petersen nahm mit Jakob de Petersen, welcher von 1622 bis 1704 lebte, seinen Anfang. Die Familie stammte ursprünglich aus dem damals dänischen Rendsburg.

## Geschichte
De Petersen war Truchsess von Dänemark, Kammerherr und Ratsherr des dänischen Königs Friedrich III. Nach innerpolitischen Kontroversen mit dem einflussreichen Christoffer von Gabel musste er außer Landes gehen, und wurde darauf vom Herzog von Braunschweig-Lüneburg zu seinem Botschafter in den Niederlanden bestellt. Kaiser Leopold I. ernannte ihn im Jahre 1677 zum Pfalzgraf und zum erblichen Reichsbaron. Weiters erhielt er das Palatinat, die Anrede Wohlgeboren, das immerfortwährende Hofrecht am Wiener Kaiserhof und das Recht eigene Höflinge zu halten. Jakob de Petersen hatte mit seiner Ehefrau Catharina Bicker (1642–1678) – einer Nichte von Andries Bicker – sieben gemeinsame Kinder, welche allesamt in De Petersens neuer Heimat Utrecht aufwuchsen. Die Familie war auch in Amsterdam wohnhaft und verkehrte dort in den höchsten Patrizier- und Adelskreisen der Republik. Einer seiner Söhne, Ernest Jakob (1674–1717) brachte einen Großteil des von seinem Vater erlangten Vermögen durch und schädigte durch seinen ungezügelten Lebenswandel die Reputation seiner Familie. 

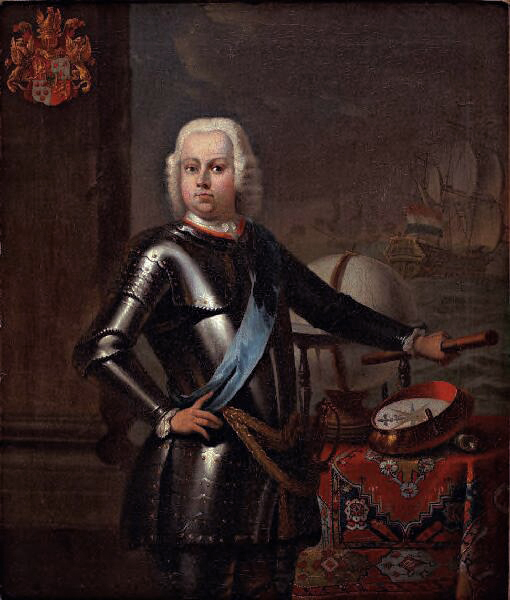
Ernst de Petersen (-1762) (Jan Maurits Quinkhard)

Dessen, und von seiner Ehefrau Margarethe Fersen (1712), Söhne erlangten diese aber wieder zurück, Jakob (1703–1780) wurde Generaldirektor der Goldküste und Bewindhebber über die Niederländische Westindien-Kompanie (WIC) bestellt, der zweite Sohn Ernst (1705–1762) wurde Schoutbynacht bei der Admiralität von Amsterdam, ein dritter Sohn wurde zum Bewindhebber der Niederländischen Ostindien-Kompanie (VOC) in Indien bestellt. Andere Familienmitglieder waren auch in der Amsterdamer Stadtregierung, als Bankiers und Grundherren von Engelenburg, Asschat und Heiligenberg tätig. Das Geschlecht der Reichsbarone konnte sich in weiterer Folge mit diversen bedeutenden Geschlechtern Amsterdams verheiraten, so unter anderem mit den De Graeff (so die oben erwähnten Brüder Jakob (1703–1780) und Ernst de Petersen (1705–1762)). Jan (1745–1786), der Sohn des oben genannten Ernst, war Kommandant der Admiralität von Amsterdam gewesen. Am Beginn des 19. Jahrhunderts nahm das Ansehen der Familie stark ab, das letzte männliche Familienmitglied, Izack Ernst wurde im Jahre 1815 mit dem Adelsprädikat Jonkheer in den neun niederländischen Adel eingeführt. Seine Tochter, welche im Jahre 1885 verstarb, führte wieder den Baronstitel in ihrem Namen. 1914 erlosch das Geschlecht mit dem Tod von Jonkvrouw Ernesta – welche die jüngste Tochter von Izack Ernst und dessen zweiter Ehefrau Catharina Reinhardt war – endgültig.